# Fluorid germanatý
Fluorid germanatý je anorganická sloučenina s chemickým vzorcem GeF2.

## Příprava a reaktivita
Fluorid germanatý lze připravit redukcí fluoridu germaničitého kovovým germaniem při teplotě 150-300 °C:
GeF4 + Ge → 2 GeF2
Zahříváním dochází k disproporcionaci:
2 GeF2 → GeF4 + Ge
S fluoridovými anionty poskytuje trifluorogermanatý anion:
GeF2 + NaF → Na[GeF3]

## Vlastnosti
Fluorid germanatý je bílá pevná látka, která je rozpustná ve 48% kyselině fluorovodíkové. Lze jej destilovat ve vakuu při 130 °C a nad 160 °C se rozkládá za změny barvy. Má silné redukční schopnosti. Na vlhkém vzduchu dochází k přeměně na hydroxid germanatý.
Fluorid germanatý tvoří ortorombickou krystalovou strukturu s prostorovou grupou P212121 (Číslo 19), pearsnovým symbolem oP12 a mřížkovými konstantami a = 0,4682 nm, b = 0,5178 nm, c = 0,8312 nm, Z = 4 (čtyři strukturní jednotky v elementární buňce). Krystalová struktura fluoridu germanatého je tvořená polymerními řetězci trigonálních pyramid GeF3 propojených můstkovými fluoridy. Další méně častá forma fluoridu germanatého má tetragonální krystalovou strukturu s prostorovou grupou P41212 (Číslo 92), pearsnovým symbolem tP12 a mřížkovými konstantami a = 0,487 nm, b = 0,6963 nm a c = 0,858 nm.